# 파블리나 슈토르코바
파블리나 슈토르코바(체코어: Pavlína Štorková, 1980년 11월 5일 ~ )는 체코의 배우이다.